# Bandera de Cesar
La bandera de Cesar  es el principal símbolo oficial del departamento colombiano del Cesar. Consta de tres franjas horizontales con dos colores, verde (parte superior e inferior) y blanco en el centro.
Según la versión oficial de la Gobernación del Cesar, los colores tienen el siguiente significado:
- El color verde simboliza la vegetación y el suelo fértil de sus campos.

- El color blanco simboliza la paz, que es el objetivo que se espera lograr en la región.

Es de destacar el parecido con la bandera de la comunidad autónoma española de Andalucía, la cual sólo se distingue de la de Cesar sutilmente en la tonalidad de verde y en que en posición centrada se encuentra estampado su escudo de armas.